# Konstal 112N
Konstal 112N – prototypowy tramwaj wyprodukowany w 1995 roku przez zakłady Konstal z Chorzowa. Jeden z dwóch pierwszych częściowo niskopodłogowych tramwajów wyprodukowany w Polsce obok HCP 115N.

## Historia
W 1989 roku powstał niemiecki tramwaj GT6N, pierwszy na świecie tramwaj całkowicie niskopodłogowy. Wkrótce w Europie rozpoczął się proces wymiany taboru na tramwaje niskopodłogowe. Nowe rozwiązanie, a przynajmniej jego namiastkę, postanowił również wprowadzić polski producent tramwajów.

## Konstrukcja
112N to dwuczłonowy, jednokierunkowy tramwaj z 24% niskiej podłogi umieszczonej w drugim członie przy trzecich drzwiach. W stosunku do typu 105N zmieniono zupełnie wygląd zewnętrzny poprzez zastosowanie panoramicznej szyby przedniej. Wagon posiada 4 pary drzwi odskokowo-uchylnych, a pudło spoczywa na trzech wózkach napędowych. 6 silników prądu stałego chłodzonych powietrzem sterowane jest poprzez ręczny zadajnik jazdy z funkcją czuwaka. Zastosowano także impulsowy układ rozruchowy z możliwością odzysku energii. Wnętrze posiada tapicerowane siedzenia, nowe oświetlenie jarzeniowe i panele informacyjne.
Rozwinięciem konstrukcyjnym 112N jest tramwaj typu 114Na.

## Dostawy
| Państwo        | Miasto         | Lata dostaw    | Liczba |       |  |
| -------------- | -------------- | -------------- | ------ | ----- |  |
| Polska         | Warszawa       | 1995           | 1      | [ 2 ] |  |
| Łączna liczba: | Łączna liczba: | Łączna liczba: | 1      |       |  |

## Eksploatacja
Jedyny prototyp eksploatowany jest od roku 1995 w Warszawie. Stacjonuje w zajezdni R-1 "Wola". Do 15 listopada 2018 roku stacjonował w zajezdni R-2 "Praga".

## Galeria

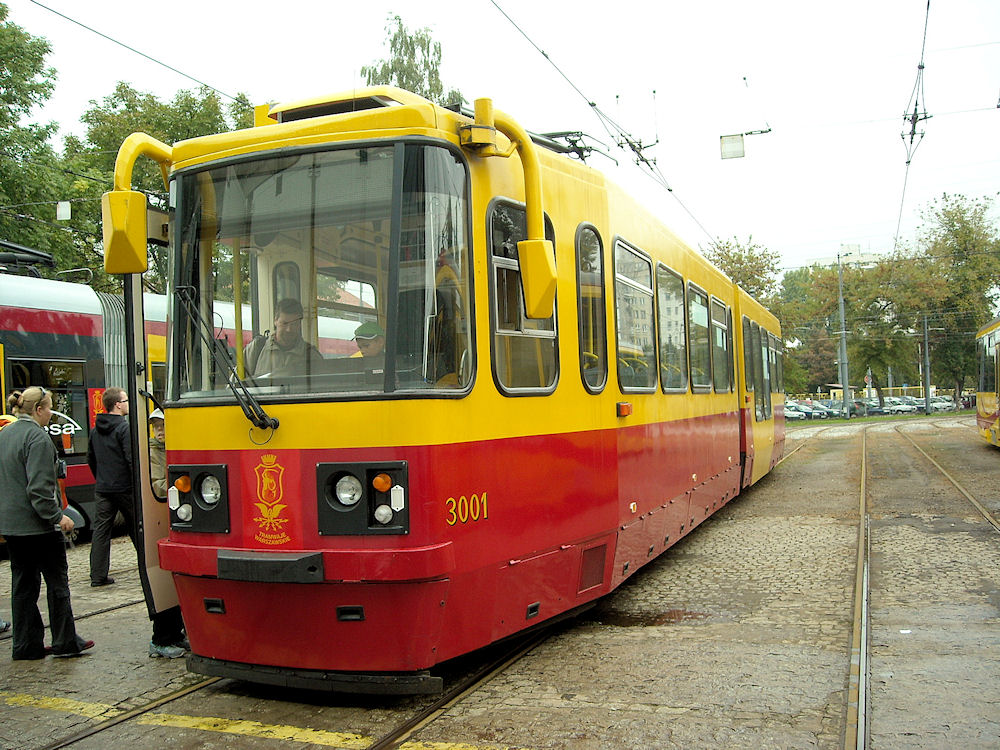
Wagon w pierwotnym malowaniu i z oryginalnymi przednimi światłami
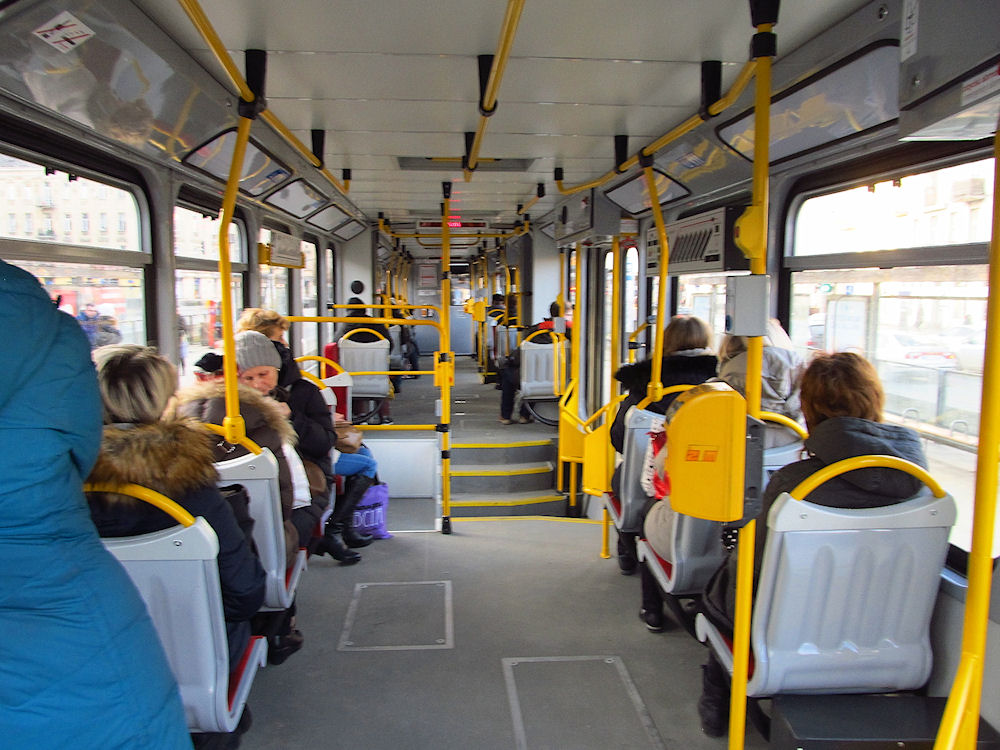
Wnętrze